# John Bellamy Foster
John Bellamy Foster (Seattle, 15 de agosto de 1953) es un profesor de sociología en la Universidad de Oregón y editor de la revista Monthly Review. Escribe sobre la economía política del capitalismo, ecología, crisis ecológica y teoría marxista.

## Comienzos
Foster fue un activo miembro de los movimientos pacifistas y medioambientales antes de matricularse en el Evergreen State College en 1971. Estudió economía como respuesta a lo que consideraba una extensa crisis de la economía capitalista y a la implicación de EE. UU. en el golpe de Estado de Chile. En 1976 se mudó a Canadá para estudiar en la carrera de ciencias políticas en la Universidad de York en Toronto.
En 1985 comenzó a trabajar como profesor visitante para el Evergreen State College. Al año siguiente pasó a ser profesor ayudante de Sociología de la Universidad de Oregón. Desde el año 2000 es profesor de Sociología de la misma Universidad. En 1989 se convirtió en director de la Fundación de la revista Monthly Review y miembro de su comité editorial.

## Obra
La investigación inicial de Foster se centró en la economía política marxista y las teorías del desarrollo del capital, enfocadas desde la teoría del monopolio de Paul Sweezy y Paul Baran.
A finales de los años 1980, Foster trasladó su investigación hacia la ecología. Se centró en el estudio de la relación entre la crisis medioambiental global y la crisis económica capitalista, subrayando el imperativo de una alternativa socialista sostenible. Al hacer una reinterpretación de Marx sobre la ecología, acuñó el concepto de fractura metabólica, siendo muy influyente en el campo del ecosocialismo. Este trabajo le llevó a recibir el Premio de Contribución Distinguida de la American Sociological Association.  Sus trabajos posteriores continuaron con la crítica de las economías capitalistas y su relación con el medio ambiente.